# Crnogorac Cetinje
Lo Sportski klub Crnogorac (it. Club sportivo Montenegrino) fu una società calcistica montenegrina con sede nella città di Cettigne. Fu attiva nel periodo interbellico e fu una delle più importanti società sportive della Cetinjski nogometni podsavez (la sottofederazione calcistica di Cettigne), una delle 15 in cui era diviso il sistema calcistico del Regno di Jugoslavia.
I colori sociali erano l'azzurro ed il bianco.

## Cronistoria
Fino all'autunno 1930 il Crnogorac militava nei gironi provinciali della sottofederazione di Spalato.
| Stagione       | Piazzamento |
| -------------- | --- |
| 1922-23        | Campione provinciale (1–2 e 3–0 sul GOŠK Gruž) |
| 1923-24        | Finalista provinciale (0–1 contro lo Jug Dubrovnik)                                                                                               |
| 1925-25        | Finalista parrocchiale (0–4 contro il Lovćen) |
| Autunno 1925   | Eliminato primo turno (1–5 contro il Lovćen) |
| Primavera 1926 | Eliminato secondo turno (1–2 contro il Balšić) |
| 1926-27        | ? |
| Autunno 1927   | Finalista parrocchiale (1–2 contro il Balšić) |
| Primavera 1928 | Campione provinciale (3–0 sul GOŠK Gruž). Perde la finale sottofederale (0–3 contro l'Hajduk Spalato)                                             |
| Autunno 1928   | Non partecipa |
| Primavera 1929 | Eliminato semifinale parrocchiale (1–2 contro il Lovćen)                                                                                          |
| Autunno 1929   | Finalista provinciale (sconfitto dall'Orjen Tivat)                                                                                                |
| Primavera 1930 | Eliminato semifinale parrocchiale (1–3 contro il Lovćen)                                                                                          |
| Autunno 1930   | Finalista parrocchiale (1–2 contro il Balšić) |
| 11.03.1931     | Nasce la Cetinjski nogometni podsavez |
| Primavera 1931 | Campione della CNP (2–1 sull'Obilić Nikšić in finale)                                                                                             |
| Autunno 1931   | Campione della CNP (2–1 sul Budućnost) in finale)                                                                                                 |
| Primavera 1932 | Campione della CNP (8–3 sull'Obilić Nikšić in finale)                                                                                             |
| Autunno 1932   | Eliminato primo turno (1–5 contro il Lovćen) |
| Primavera 1933 | Eliminato primo turno (2–3 contro il Lovćen) |
| 1933-34        | ? |
| 1934-35        | 2º nella 1. razred CNP |
| 1935-36        | Campione della CNP. Eliminato agli ottavi di finale del Državno prvenstvo 1935-1936 (3–3 e 1–2 contro lo Slavija)                                 |
| 1936-37        | 2º nella 1. razred CNP |
| 1937-38        | Campione della CNP. Eliminato al primo turno degli spareggi-qualificazione (0–5 e 1–1 contro il Gragjanski Skopje) al Državno prvenstvo 1938-1939 |
| 1938-39        | Eliminato quarti di finale (0–2, 2–0 e 2–3 contro lo Sloga Cetinje)                                                                               |
| 1939-40        | Eliminato primo turno (0–8 contro il Balšić) |
| 1940-41        | Campionato interrotto a causa della guerra. |